# Trung não
Trung não (hay não giữa, tiếng Anhː midbrain, mesencephalon; tiếng Phápː le mésencéphale, le cerveau moyen) là một phần của hệ thần kinh trung ương, thuộc phần thân não, điều khiển các chức năng thị giác, thính giác, điều khiển vận động, ngủ/thức, kích thích cảnh giác và điều hòa thân nhiệt.

## Cấu trúc

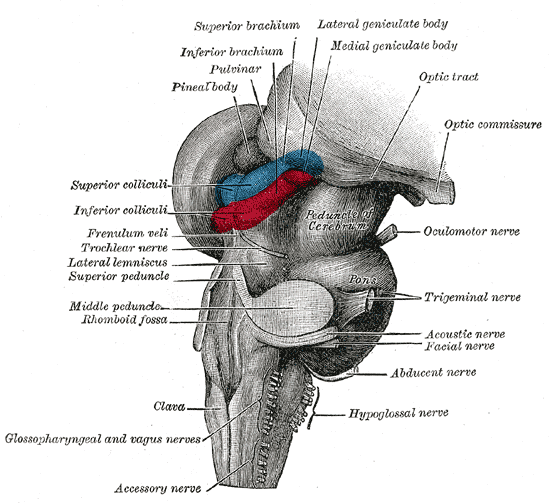

Trung não nằm nối liền giữa cầu não ở dưới và gian não ở trên, gồm hai phầnː
- Phần bụng (cuống đại não)
- Phần lưng (mái trung não)

Trung não được giới hạn:
- Ở dưới: rãnh cầu cuống
- Ở trên: bờ trên chất thủng sau và dải thị giác
- Ở sau: bờ trên của mái trung não

### Cuống đại não
Cuống đại não gồm hai bó chất trắng lớn chạy tỏa ra thành hình chữ V (hai trụ đại não). Ở giữa hai trụ là hố gian cuống và chất thủng sau được giới hạn hai bên bởi rãnh trong trụ đại não, nơi xuất phát ra dây thần kinh sọ III (thần kinh vận nhãn).

### Mái trung não
Mái trung não nằm ở phần lưng của trung não, điều khiển một số phản xạ trả lời kích thích thị giác và thính giác. Mái trung não gồm có 4 gò não nên mái trung não gọi là củ não sinh tư. Hai lồi não trên và hai lồi não dưới nằm đối xứng nhau qua đường giữa và phía ngoài nối với các thể gối của gian não qua các cánh tay gò não trên và dưới. Dây thần kinh sọ IV (thần kinh ròng rọc) tách ra ở ngay dưới hai gò dưới.

## Chức năng
Não giữa được coi là một phần của thân não. Chất đen của nó thì có mối liên hệ gần gũi với hệ thống vận động PATHWAYS của hạch đáy não. Não giữa của người có nguồn gốc nguyên thủy, tức là kiến trúc chung của nó thì cũng giống với loài động vật có xương sống cổ xưa nhất. Dopamine sản sinh trong chất đen và khu vực ventral tegmental area (VTA) đóng một vai trò nhất định trong sự hào hứng, động lực và thói quen của loài, từ con người cho đến loài động vật sơ đẳng nhất như côn trùng. Chuột nhắt nhà trong phòng thí nghiệm mà đã được sinh sản chọn giống cho việc chạy trên vòng quay một cách tự giác thì có não giữa to ra. Não giữa giúp chuyển tiếp thông tin cho thị giác và thính giác.